# Aura (Asia)
Aura è il nono album in studio del gruppo rock britannico Asia, pubblicato nel 2000.

## Tracce
1. Awake – 6:08
2. Wherever You Are – 5:14
3. Ready to Go Home – 4:50
4. The Last Time – 4:56
5. Forgive Me – 5:26
6. Kings of the Day – 6:51
7. On the Coldest Day in Hell – 6:25
8. Free – 8:51
9. You're the Stranger – 6:05
10. The Longest Night – 5:28
11. Aura – 4:14